# Picapauzinho-da-várzea
Picapauzinho-da-várzea (nome científico: Picumnus varzeae) é uma espécie de ave pertencente à família dos picídeos.  É endêmica para o Brasil. Habita a bacia amazônica, onde ocorre sazonalmente em florestas de várzea alagadas, o que dá o ave seu nome comum.

## Taxonomia e sistemática
O Picapauzinho-da-várzea foi descrito pela primeira vez em 1912 pela ornitóloga germano-brasileira Emilie Snethlage, que coletou aves no Brasil durante duas décadas.

Pelo menos um autor sugeriu que o Picapauzinho-da-várzea pode ser uma subespécie do piculeto manchado (P. pygmaeus). Ocasionalmente, hibridiza com o piculeto de barras brancas (P. cirratus).[5]